# 昭山寺
昭山寺（しょうざんじ）は、中華人民共和国湖南省湘潭市にある仏教寺院。又の名は昭山古寺という。昭山の前山の頂上（海抜174m）に位置する。

## 歴史
昭山寺は唐の初期に建てられ、主に三皇五帝の一つの玄帝を祭つている。
1982年9月、湘潭市人民政府は仏寺を市級文物保護単位に認定した。現寺は2017年の所建である。

## 伽藍
- 天王殿、鐘楼、鼓楼、放生池、大雄宝殿、観音殿、客堂、斎堂、寮房